# Oeiras do Pará
Oeiras do Pará là một đô thị thuộc bang Pará, Brasil. Đô thị này có diện tích 3852,256 km², dân số năm 2007 là 25336 người, mật độ 6,58 người/km².